# إيرنست كلادني
إيرنست كلادني (بالألمانية: Ernst Florens Friedrich Chladni) (و. 1756 – 1827 م) هو فيزيائي، وعالم فلك، من ألمانيا، ولد في فيتنبرغ، وكان عضوًا في الأكاديمية البروسية للعلوم، والأكاديمية الروسية للعلوم، توفي في فروتسواف، عن عمر يناهز 71 عاماً.
كلادني هو مؤسس علم الصوتيات المعاصر.

## التعليم
تعلم في جامعة لايبتزغ.

## روابط خارجية
- إيرنست كلادني على موقع الموسوعة البريطانية (الإنجليزية)